# 7000 robles
7000 robles – Forestación de la ciudad en lugar de la administración de la ciudad (en alemán: 7000 Eichen –  Stadtverwaldung statt Stadtverwaltung) es una obra de land art del artista alemán Joseph Beuys . Fue presentado públicamente por primera vez en 1982 en Documenta 7.

## El proyecto
Con la ayuda de voluntarios, Beuys plantó 7000 robles durante cinco años en Kassel, Alemania, cada uno con una piedra de basalto que lo acompañaba. Las piedras negras se apilaron inicialmente fuera del museo Fridericianum, y solo se quitaron cuando se plantaba cada árbol.
En respuesta a la extensa urbanización del entorno, la obra fue una intervención artística y ecológica a largo plazo y a gran escala con el objetivo de alterar de forma duradera el espacio vital de la ciudad. El proyecto, aunque al principio controvertido, se ha convertido en una parte importante del paisaje urbano de Kassel.

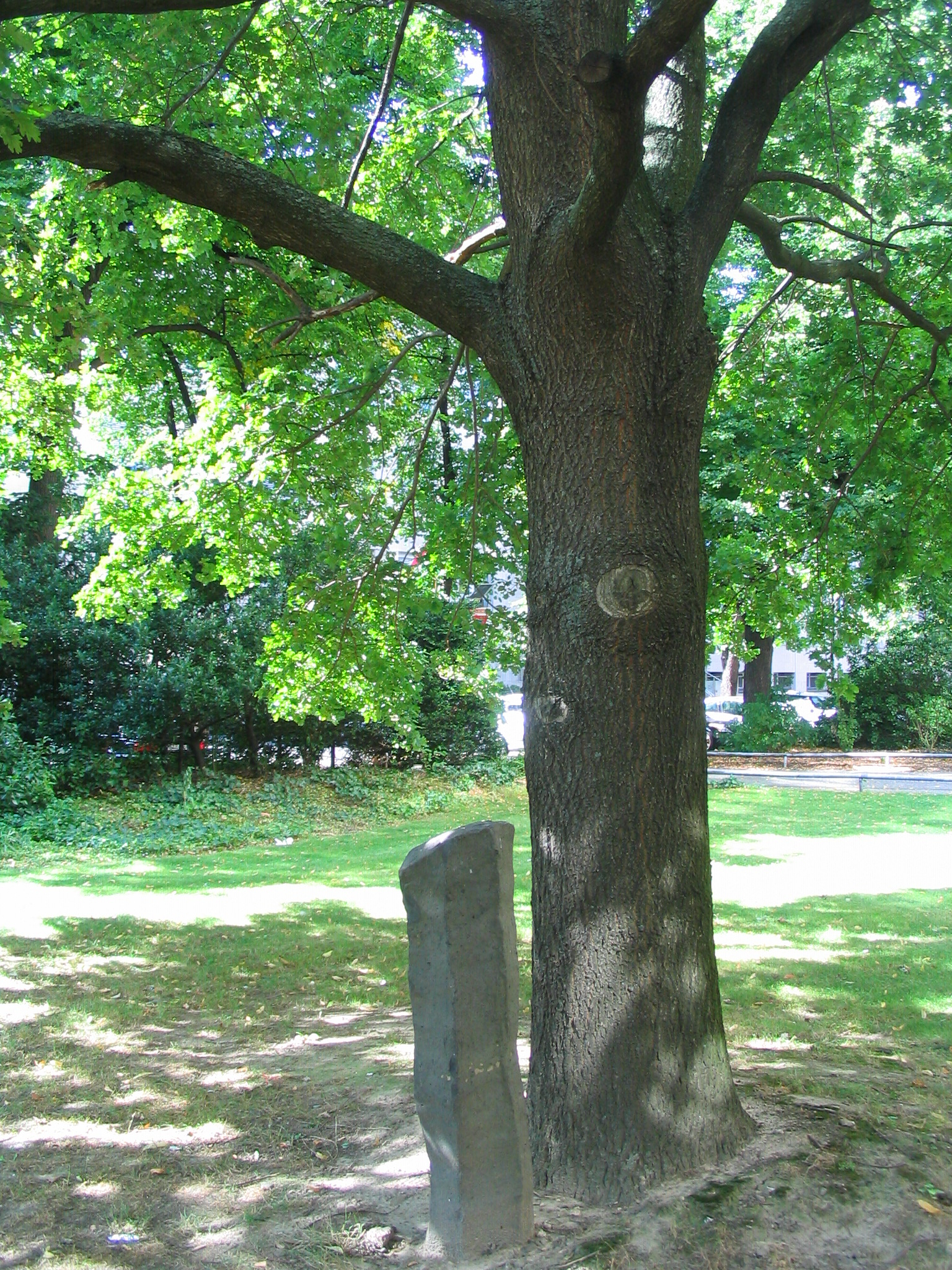
Uno de los robles, alrededor de 2008.

El proyecto fue de enorme alcance y se encontró con cierta controversia. Si bien la mayor dificultad del proyecto fue recaudar el dinero, el tuvo oposición por algunas personas. Mucho de esto fue político, del gobierno estatal conservador dominado por los demócratas cristianos (el alcalde de Kassel era un socialdemócrata que apoyaba a Beuys). Algunas personas pensaron que los marcadores de piedra negra eran feos, e incluso apilaron piedras rosadas en los sitios en 1982 como una broma. Además, un motociclista había muerto a consecuencia de una de las lápidas. Sin embargo, a medida que se plantaban más árboles, la percepción de la gente sobre el proyecto como un destructor de estacionamientos se había encontrado con una tolerancia cada vez mayor.

Creo que el árbol es un elemento de regeneración que en sí mismo es un concepto de tiempo. El roble lo es especialmente porque es un árbol de crecimiento lento con una especie de madera de corazón realmente sólida. Siempre ha sido una forma de escultura, un símbolo para este planeta desde los druidas, que reciben el nombre del roble. Druida significa roble. Usaron sus robles para definir sus lugares sagrados. Puedo ver tal uso para el futuro... La empresa de plantar árboles proporciona una posibilidad muy simple pero radical para esto cuando empezamos con los siete mil robles.
Joseph Beuys en conversación con Richard Demarco (1982)

"La plantación de siete mil robles es solo un comienzo simbólico. Contrariamente a su iniciativa, las características progresistas requieren un comienzo tan simbólico como un marcador, en este caso una columna de basalto. Los objetivos futuros del proyecto incluían: a) un esquema continuo de plantación de árboles que se extenderá por todo el mundo como parte de una misión global para lograr un cambio ambiental y social "el propósito de las actividades educativas"; b) un aumento de la conciencia dentro del entorno urbano de la dependencia humana del ecosistema más amplio extensión educativa; y c) un proceso continuo mediante el cual la sociedad se activaría por medio de la escultura social de la voluntad creadora humana”.
Las obras de arte y performances de Beuys no se trataban de entretener y divertir al público. Es un mensaje de despertar de la tradición, un reconocimiento del todo basado en un nuevo concepto de belleza que se extiende más allá de la gratificación instantánea.[cita requerida]
"No solo quiero estimular a la gente, quiero provocarlos". (Bastian, Heines y Jeannot Simmen, "Interview with Joseph Beuys", en la exposición del catálogo, Joseph Beuys, Drawings, Victoria and Albert Museum, Westerham Press, 1983, sin folio)
Es un movimiento desde la tradición, lo esperado y lo establecido para una apertura inclusiva. Terminado en 1987 por su hijo, Wenzel, en el primer aniversario de la muerte de su padre (e incluido en Documenta 8 ), el proyecto sigue siendo mantenido por la ciudad.

### Legado
El trabajo 7000 robles de Beuys es un ejemplo del hilo que une el enfoque del arte de la Internacional Situationista y su recreación por parte de nuevos grupos que continúa evolucionando a través de una nueva generación de organizaciones socialmente conscientes que fusionan el arte, la educación y los problemas ambientales en su trabajo. En 2000, el Centro de Arte, Diseño y Cultura Visual (fuera de la Universidad de Maryland, Condado de Baltimore) desarrolló el Parque de Esculturas Joseph Beuys y la Asociación de Árboles Joseph Beuys, plantando más de 350 árboles en varios parques de Baltimore Parks con la ayuda de más de 500 voluntarios incluyendo niños de escuelas locales. El proyecto se organizó en torno a la filosofía de Beuys de que "todos pueden ser artistas" al reconocer la creatividad inherente a los voluntarios que plantan árboles por su cuenta. El objetivo del proyecto también era "ampliar el papel tradicional de la galería de arte para que la galería se extienda hacia la ciudad". La Dia Art Foundation mantiene 37 árboles emparejados con piedras en la ciudad de Nueva York y considera esta instalación de 7000 Oaks como una de las 11 ubicaciones y sitios que administra. En 2007, los artistas Ackroyd & Harvey visitaron Kassel para recolectar bellotas de los robles originales. 100 árboles cultivados a partir de estas bellotas se exhibieron en la Tate Modern de Londres, Reino Unido, en 2021.